# Araeopteron poliobapta
Araeopteron poliobapta là một loài bướm đêm trong họ Erebidae.